# 薛宅
薛宅位于浙江省嘉兴市嘉善县西塘镇西街社区上西街84-92号。坐北朝南。建于民国年间。2001年作为纽扣博物馆开放。
薛宅前后二进，均为楼房，面积350平方米。第一进面阔五间，第二进面阔三间。两进之间设仪门、连廊、天井。
2004年1月,薛宅公布为嘉善县文物保护单位。